# منطقه آموزشی واحد بورلی هیلز

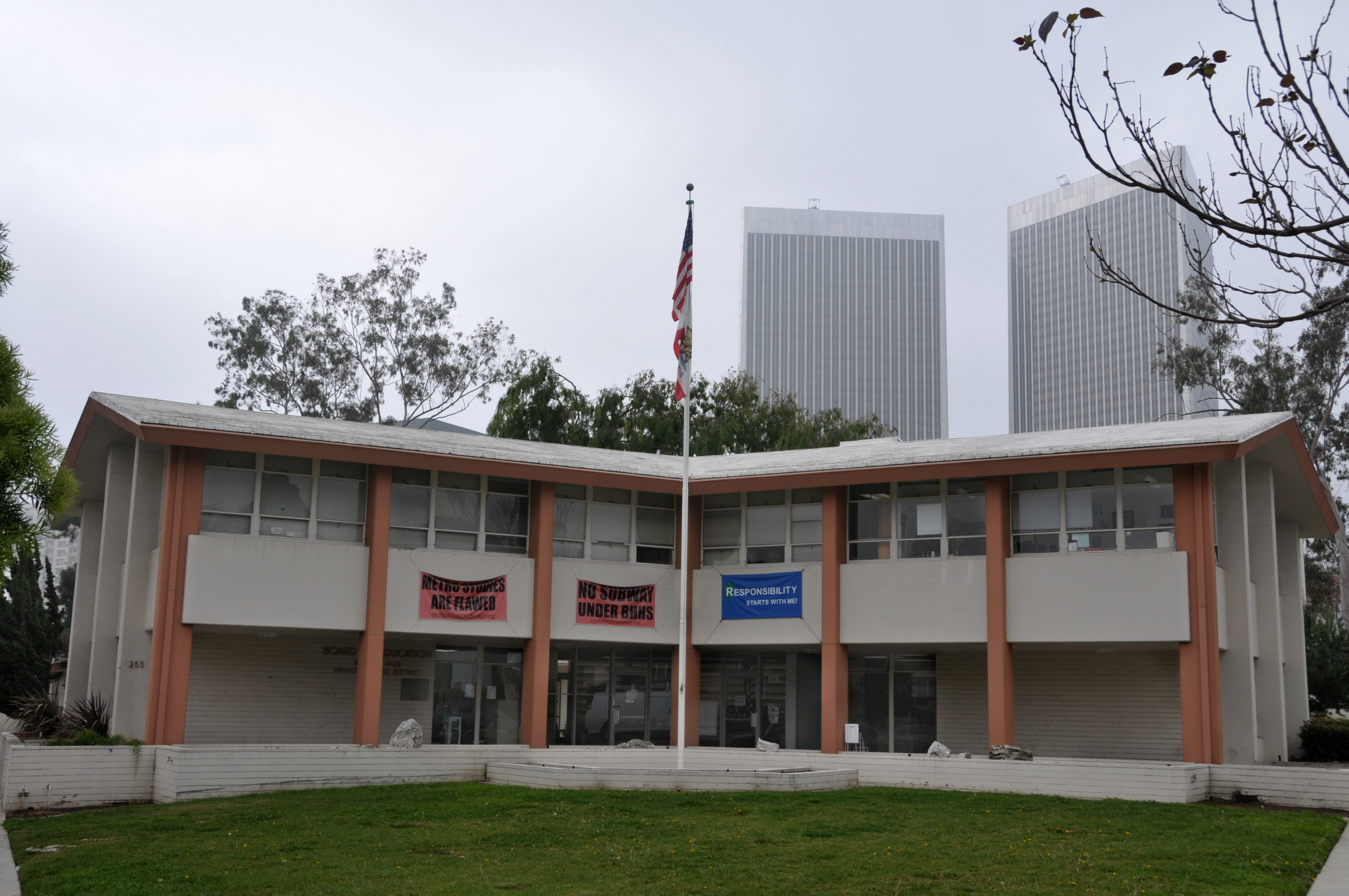
ساختمان منطقه آموزشی واحد بورلی هیلز در ۲۰۱۵.

منطقه آموزشی واحد بورلی هیلز (به انگلیسی: Beverly Hills Unified School District یا به صورت کوتاه‌شده BHUSD) منطقه‌ای آموزشی در بورلی هیلز، کالیفرنیا است. این منطقه آموزشی در سال ۱۹۳۶ به صورت واحد دبستان و دبیرستان درآمد. این منطقه شامل چهار مدرسه تا مقطع ۸، یک دبیرستان، و یک مدرسه آموزشی دانش‌آموزان خاص است.
به دلیل کیفیت آموزشی این منطقه آموزشی، بسیاری از ایرانیان یهودی که در دهه ۱۹۷۰ میلادی به ایالات متحده مهاجرت کرده بودند به منطقه بورلی هیلز کشانده شدند. تا سال ۱۹۹۰، نزدیک به ۲۰ درصد دانش‌آموزان این منطقه آموزشی را ایرانیان تشکیل می‌دادند، و این مشوق آن شد که منطقه، مشاوری پارسی‌زبان برای دانش‌آموزان ایرانی استخدام کند تا اطلاعیه‌های منطقه به زبان پارسی به چاپ برسند. بنیاد آموزش ایرانیان نیز به منطقه کمک مالی کرد. در این منطقه آموزشی، نوروز یکی از تعطیلات مدرسه‌ای است.